# Margot Loyola
Margot Loyola (Linares, 15 de setembro de 1918 — Santiago, 3 de agosto de 2015) foi, juntamente com Violeta Parra, uma das grandes pesquisadoras do folclore chileno. Divulgou esses estudos na Europa e na América do Norte. Contribuiu para renovar a música folclórica. Em 1994, recebeu no Chile o Prêmio Nacional de Arte. Faleceu em agosto de 2015.

## Biografia
Filha de Recaredo Loyola, bombeiro e comerciante, e de Ana Maria Palácios. Sua mãe cantava e tocava violão e piano.
Em 1926, teve as primeiras aulas de piano, em Linares. Aos nove anos foi a uma ópera, onde se deslumbrou com o canto.
Seus pais se separaram, quando tinha apenas dez anos, e ela foi morar com o pai em Santiago, juntamente com seus três irmãos.
Quando tinha menos de 13 anos, se apresentou no "Teatro O’ Higgins", cantando canções como: "La bella condesita", "Fumando espero" e "Nelly".
Em 1931, começou a cantar em conjunto com a sua irmã Estela. A mãe preparava as duas irmãs para as apresentações que incluíam canto, guitarra e piano.
O primeiro lugar de apresentação das "Hermanas Loyola" foi o "Teatro de Curacaví". Em 1933, a dupla ganhou um concurso na Radio Del Pacífico, que tinha o compositor Donato Román como diretor artístico.
Naquela época, se destacavam na cultura chilena: Antonio Acevedo Hernández e conjuntos como: "Los Cuatro Huasos" e "Las Hermanas Orellana". "Las Hermanas Loyola" atuavam vestidas com trajes com estampas de flores cantando canções como: "El imposible", "Peritas de agua", "Yo vengo del Colliguay" e "Diablito de Talamí".
Em 1935, Margot deixou Escola Normal (ensino médio voltado para a formação de professora do ensino primário) para dedicar-se ao folclore. Estudou dança com Cristina Ventura e piano com Flora Guerra, se apresentou no Conservatório Nacional de Música diante de Rosita Renard e, a partir de 1936, estudou com Elisa Gayán. Nessa época tocava piano em bailes e juntamente com sua irmã tinham aulas com a cantora lírica Blanca Hauser.
Também em 1936, conheceu o a poetisa Cristina Miranda, com quem fez as primeiras viagens de investigação do folclore chileno a povoados próximos à Santiago. Nessas viagens conheceu as cantoras Anita Cantillana, em Alhué; Purísima Martínez, em Pomaire; e as "Hermanas Bermúdez", em Colliguay. Também visitou: Rari, Cantentoa, Quinchamalí e Caleu. As "Hermanas Loyola" fizeram novas versões para parte do repertório descoberto nessas pesquisas, que foram apresentadas em teatros e universidades, e também em festidades populares em Pichidegua, Rancagua, Osorno, San Javier de Loncomilla, Parral, Linares e San Fernando (onde se formou como dançarina de cueca).
A partir de 1940, as Hermanas Loyola tiveram maior contato com: o músico Carlos Mondaca, integrante de "Los Cuatro Huasos"; os escritores Mariano Latorre e Antonio Acevedo Hernández, que escreveu o primeiro artigo na imprensa sobre a dupla; o compositor y musicólogo Carlos Isamitt, que as convidou para participar do Instituto de Investigações Folclóricas da Universidade do Chile, onde Margot conheceu estudiosos como Eugenio Pereira Salas, Carlos Lavín e Pablo Garrido.
Em 1944, a dupla participou da gravação de uma coleção de dez discos, denominada: "Aires tradicionales y folklóricos de Chile" junto com as "Hermanas Acuña", com Elena Moreno e outros. Essa coleção contou com quatorze canções gravadas pelas "Hermanas Loyola". Nesse período, a dupla participou de apresentações em diversos locais do Chile, organizadas pelo Instituto. Entre 1944 e 1950, a dupla gravou diversos discos com duas ou três canções cada um.
Em 1950, Estela Loyola abandonou as atividades musicais e a dupla deixou de existir. Margot continuaria sua carreira sozinha.
Em 1949, Juvenal Hernández, então reitor da Universidade do Chile, após ver Margot dançar uma cueca, a convidou para ministrar cursos intensivos daquela dança folclórica com um mês de duração, que continuaram a ser ministrados até 1963. Foi a partir desses cursos que surgiram grupos como "Cuncumén" e "Millaray" e, também, balés folclóricos como o "Loncurahue", o "Pucará" e o "Aucamán" (que daria origem ao "Bafona").
Além de Margot, Oreste Plath e Matilde Baeza (professora de violão e canto, e bailarina de origem camponesa) integravam a equipe responsável pelos cursos.
No início da década de 1950 conheceu Violeta Parra durante uma viagem para a realização dos referidos cursos. As duas se tornariam grandes amigas.
Em 1951 fez sua primeira viagem para fora do Chile, foi de trem para a Argentina com uma carta de Oreste Plath dirigida à escritora Marta Brunet, adida cultural da embaixada chilena em Bueno Aires. Conheceu a estudiosos argentinos do folclore como Carlos Vega e Antonio Barceló. Em Montevidéu (Uruguai), manteve contato com os pesquisadores Sofía Arsarello e Lauro Ayestarán. Em 1952 foi à Lima (Peru) para fazer um estudo comparado entre a resbalosa e la marinera (danças peruanas) e suas homólogas chilenas a refalosa chilena e a cueca. Nesse país, recebeu a ajuda de Vicente Bianchi para dar recitais, estudou com Porfirio Vásquez, patriarca da música afroperuana, foi a Cuzco e Macchu Pichu e conheceu o escritor José María Arguedas, que lhe introduziu na cultura indígena.
Em 1952 foi a Iquique, La Tirana e Andacollo para estudar a dança ritual do norte do Chile, juntamente com Rogelia Pérez e o grupo Morenos de Cavancha. Nessa época, se vinculou à Ilha de Páscoa, juntamente com o arqueólogo Roberto Montandón.
Em 1956, gravou seu primeiro disco de longa duração (LP): "Margot Loyola y su guitarra" com canções religiosas do norte do Chile, tonadas, música da Ilha de Páscoa, canções mapuches e cuecas gravadas em parceria com Alberto Rey na harpa. Também em 1956, gravou: "Recorriendo Chile" subdividido em música de La Tirana, música camponesa do sul do Chile e canções mapuches.
Entre 1956 e 1958, um ano depois da primeira viagem de Violeta Parra para a Europa, viajou para a França, Polônia, Espanha, Romênia, União Soviética e Tchecoeslováquia. Nessa viagem adquiriu um gravador. Ficou em Paris durante seis meses onde, em 1956, se reencontrou com Violeta Parra, que cantava na boate "L’Escale", naquele estabelecimento se apresentou por duas noites, substituindo Violeta.
Durante essa viagem, gravou cinco discos com tonadas, cuecas, refalosas, villancicos e músicas da Ilha de Páscoa. Três desses discos foram gravados pela Radio Corporation of America (RCA), na França e na Espanha, um pela gravadora soviética Mezhdunarodnaya Kniga e outro pela gravadora romena Electrecord.
Em 1958, conheceu o folclorista Osvaldo Cádiz, que foi seu aluno e seria seu companheiro.
Em 1959, gravou o disco: "Isla de Pascua", que seria reeditado em 1981 pela Alerce como "Isla de Pascua, cantos y danzas" e "Geografía musical de Chile. Pascua"
Em 1961, junto com o conjunto Cuncumén, fez uma nova viagem à Europa, na qual passaram pela Bulgária, Romênia, Polônia e União Soviética. Quando retornou, cantou com "Los Chalchaleros" e Ariel Ramírez nos teatros Astor e Windsor.
Durante a década de 1960, manteve um contrato de exclusividade com a RCA.
Em 1964, gravou o disco: "El amor y la cueca", que tinha faixas com diferentes variedades de: cueca camponesa, de costina, de chilota e de chingana.
Em 1965, gravou o disco: "Salones y chinganas del 900", que tinha faixas com mazurcas, refalosas, valsas, couplets, corridos e zamacuecas.
Em 1966, gravou o disco: "Casa de canto" (1966), que contou com a colaboração de Ismael Carter, proprietário da última "Casa de Canto" que existia em Santiago, que tinha fechado em 1942.
Em 1971, começou a apresentar o programa "Recorriendo Chile" na Televisión Nacional de Chile (TVN), com a direção de René Schneider, onde atuaram músicos como "Los Estudiantes Rítmicos", "Las Cuatro Huasas" e "Rauquén".
Em 1972, gravou o disco: "Canciones del 900", gravado pela Dicap, que contou doze obras do compositor Luis Advis que recriavam aspectos formais e estilísticos típicos dos salões e chinganas do começo do Século XX em Santiago, ou seja, ritmos como: a polca, o couplet, o pasodoble, a polonesa, o xote, a mazurka e a habanera, considerado por Margot como seu melhor disco.
Também em 1972, gravou o disco: "Siete compositores chilenos", no qual incluiu canções de Esther Martínez e José Goles, além de três cuecas de Hernán Nano Núñez: "Barquito de papel", "Mi negra me retó a duelo" e "La farra de los instrumentos", tocadas com piano y bateria.
Em 1972, viajou aos Estados Unidos da América (EUA) e ao Peru, onde se encontrou com o estudioso Nicomedes Santa Cruz, e visitou o Equador como parte de uma delegação cultural chilena.
O golpe militar de 1973 pôs um freio em parte de suas atividades.
Em 1975, reapareceu no programa de TV "Chilenazo", além disso, continuou a gravar diversos discos de tradição folclórica, por gravadoras como Alba e a Polydor como os da série: "Visión musical de Chile", onde até 1979, reuniu música da Ilha de Páscoa, cacharpaya, cueca, valsa, polca, tonada, música mapuche, pericona, gato, pequén, jota, sajuriana, sirilla. Em 1984, um desses discos foi reeditado como "Bailes de tierra".
Em 1980, gravou o disco: "Simplemente… Margot Loyola" e publicou o livro "Bailes de tierra".
Em 1983, visitou o Uruguai.
Em 1985, gravou o disco: "Con igual rumbo", em parceria com a folclorista argentina Leda Valladares, que tinha uma tonada, uma jota, uma canção de machi, uma de Rapa Nui (Ilha de Páscoa) e a cueca "Azahar y marinero" gravada em parceria como Hernán Nano Núñez no pandeiro.
Em 1986 visitou a Argentina e gravou o disco: "El couplet", que continha cupleteras.
Em 1988 visitou a Argentina.
Em 1992 gravou o disco "Siempre Margot Loyola", no qual reeditou parte de "Canciones del 900" e também apresentou faixas em parceria com Guillermo Ríos, na harpa e no violão; com Mireya Alegría, no violino e no rabel; e Carlos Medel na percussão, como a tonada: "Las siete llaves" e a cueca "Entre tu casa y la mía", de Pedro Yáñez.
Em 1994 gravou o disco "Son Danzas tradicionales de Chile", em parceria com Osvaldo Cádiz e com o conjunto Palomar, com o apoio de Fondart, pela gravadora Alerce; o vídeo"Danzas tradicionales de Chile"; e publicou o livro "El cachimbo".
Em setembro de 1994 estava visitando o México, investigando uma dança popular denominada como: "chilena", típica do sul daquele país, quando foi informada que tinha sido escolhida para receber o Prêmio Nacional de Arte do Chile, que lhe foi entregue em cerimônia em 20 de outubro de 1994, no Teatro Municipal de Santiago.
Em 1996 gravou o disco: "Voces del Maule", também pela gravadora Alerce.
Em 1999 gravou o vídeo: "La zamacueca".
Em 2001 gravou o vídeo: "Los del Estribo, cantos y danzas populares de Chile".
Além das músicas que gravou a partir de suas próprias investigações do folclore musical latino americano, também gravou músicas que resultaram da investigação de pessoas como: Maria Luisa Sepúlveda, Carmen Álvarez, Petronila Orellana, Matilde Baeza, Blanca Hauser, Isabel Soro, Gabriela Pizarro, entre outras.
Até 1950, registrou duas obras de Francisco Flores del Campo, duas tonadas de Clara Solovera. Além de obras compostas por Peta Orellana, como a tonada: "Como que me voy curando", as cuecas: "Los nombres" e "Los ríos de mi tierra", e a valsa "El amor es un dúo".
Dentre as obras de sua autoria, destacam-se: "Pomaire" e a dança "Cachimbo", além de ter musicado várias letras de "Cristina Miranda", sua colaboradora mais próxima, como: as tonadas: "Moliendo maíz" e "Pena junto al río Claro"; a canção "Dolor del indio"; a valsa "Ya no"; as cuecas: "El pescadito", "La pomairina", "Amor veleidoso" e "Azahar y marinero" (essas duas últimas incluídas no disco: "El amor y la cueca", de 1964) e a cueca de velário "Los leñeros".
A partir de 1972 tornou-se professora de folclore e música étnica na Universidade Católica de Valparaíso, onde se aposentou em 1998. 